# La Panadella
La Panadella és un nucli de població considerat com a entitat de població situat al municipi de Montmaneu, a l'Anoia, dalt de coll de la Panadella, a uns 710 metres d'altitud dalt de l'altiplà de la Segarra, a mig camí entre Barcelona i Lleida. El port divideix les conques del rius Segre i Llobregat i les zones dialectals del català oriental i català occidental. L'any 2015 tenia 41 habitants.
Situat al peu de la carretera Nacional II, actualment l'autovia A-2, a la Panadella hi sorgiren diversos negocis relacionats amb l'atenció al viatger, com ara estacions de servei, restaurants i hostals, unes activitats que entraren en cert declivi amb la inauguració del darrer tram català de l'Autovia del Nord-est.
La Panadella compta amb un radar meteorològic que va instal·lar el Servei Meteorològic de Catalunya el 29 d'octubre de 2003. Està situat a 825 metres d'altitud. Des d'aquesta privilegiada situació, el radar de la Panadella ofereix una bona cobertura del Prepirineu occidental i de les terres de Ponent. El servei meteorològic també hi té instal·lada una estació meteorològica automàtica, inaugurada l'any 2008 i situada a 785 metres d'altitud.

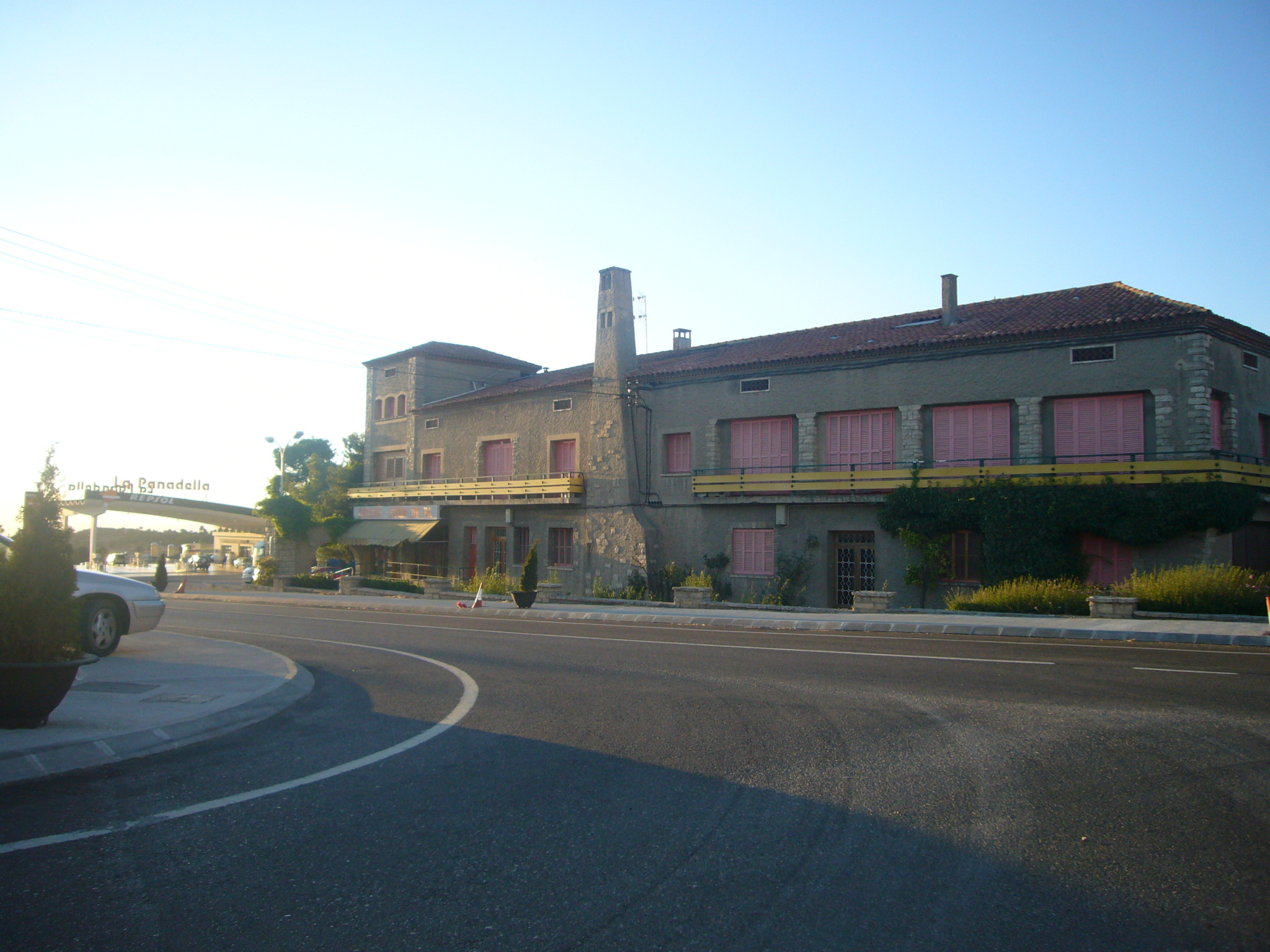
Estació de servei de la Panadella
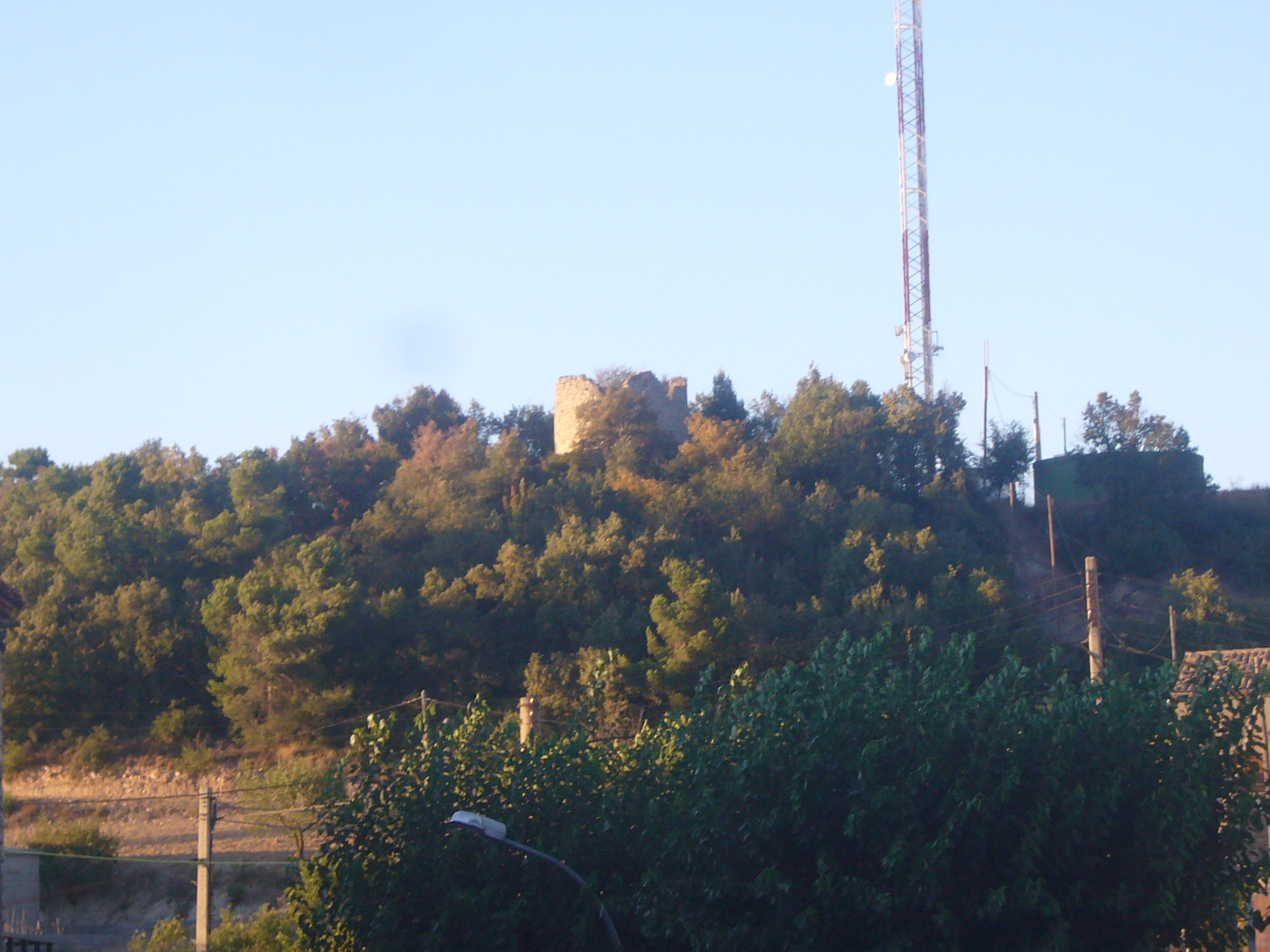
Torre de la Panadella vista des del nucli de la Panadella
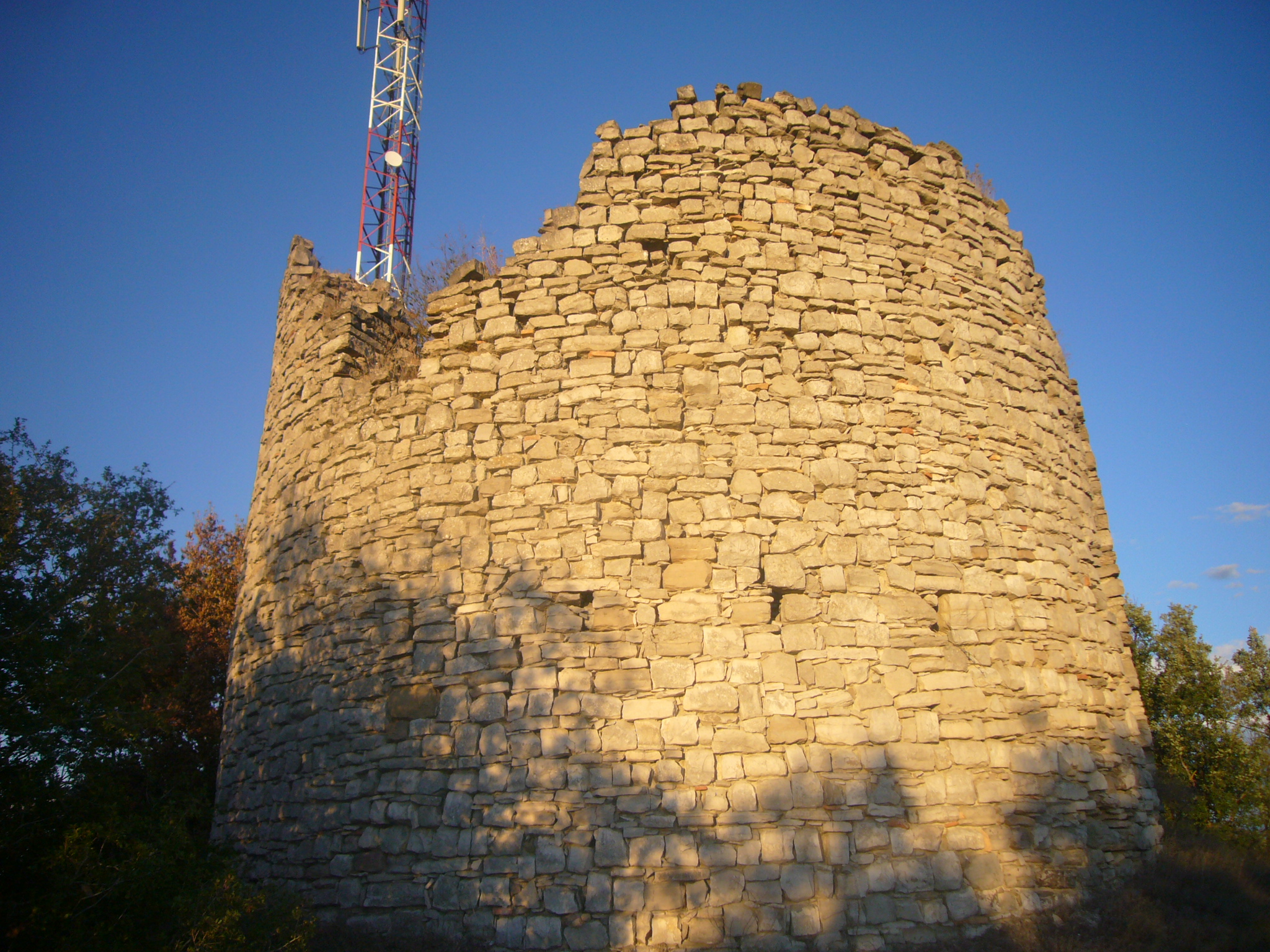
Detall de la Torre de la Panadella
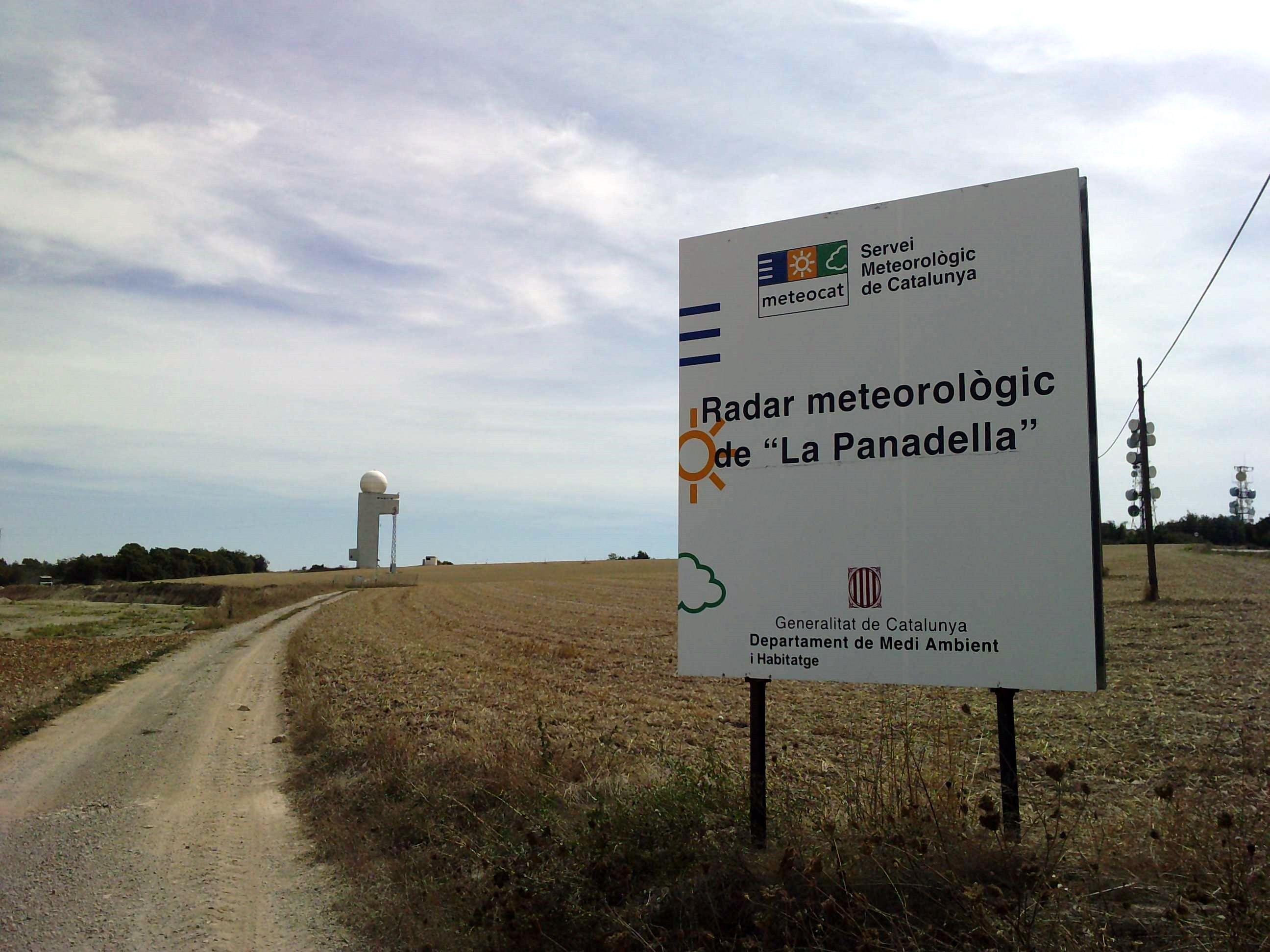
Camí al radar meteorològic de La Panadella